# Maria Ubach Font
Maria Ubach Font (La Massana, 14 de juny de 1973) és una diplomàtica i política andorrana, que entre el 2017 i el 2023 va ser ministra d'Afers Exteriors en els governs d'Antoni Martí i de Xavier Espot.

## Carrera política i diplomàtica
El 1998 es llicencià en Ciències Econòmiques a la Universitat de Tolosa-Lo Miralh i cursà un màster en Relacions Internacionals a la Universitat de París I Panteó-Sorbona. El mateix any entrà al Ministeri d'Afers Exteriors d'Andorra com a tècnica. Fins al 2001 fou representant permanent adjunta a la Representació d'Andorra al Consell d'Europa. Del 2001 al 2006 fou la primera secretària a l'ambaixada d'Andorra a França i delegada permanent adjunta a la Unesco. Entre el 2006 i el 2011 va ser directora d'Afers Multilaterals i Cooperació al Desenvolupament.
Del 2011 al 2015 fou ambaixadora a França i a Portugal (residint a París), així com delegada a la Francofonia. Entre el 2015 i el 2017 va ser ambaixadora a la Unió Europea, Bèlgica, Països Baixos, Luxemburg i Alemanya, amb residència a Brussel·les.
Com a ministra d'Afers Exteriors, Ubach lidera les negociacions per a l'acord d'associació entre Andorra i la Unió Europea. Va ser nomenada per Antoni Martí el 2017 i renovada en el càrrec el 2019 en el govern de Xavier Espot.

## Distincions honorífiques
- Dama Gran Creu de l'Orde de Santa Àgata, República de San Marino.[7]